# Neurateles falcatus
Neurateles falcatus là một loài tò vò trong họ Ichneumonidae.